# Bactrocera dissidens
Bactrocera dissidens är en tvåvingeart som beskrevs av Drew 1989. Bactrocera dissidens ingår i släktet Bactrocera och familjen borrflugor. Inga underarter finns listade.